# NGC 1598
NGC 1598 је спирална галаксија у сазвежђу Длето која се налази на NGC листи објеката дубоког неба.
Деклинација објекта је - 47° 46' 57" а ректасцензија 4h 28m 33,4s. Привидна величина (магнитуда) објекта NGC 1598 износи 13,1 а фотографска магнитуда 13,8. Налази се на удаљености од 52,140 милиона парсека од Сунца. NGC 1598 је још познат и под ознакама ESO 202-26, AM 0427-475, IRAS 04271-4753, Carafe group, PGC 15204.